# Rein Jelle Terpstra
Rein Jelle Terpstra (Leeuwarden, 4 juli 1960) is een Nederlands beeldend kunstenaar en docent aan de kunstacademie Minerva, Hanzehogeschool in Groningen.

## Opleiding
Terpstra werd opgeleid aan de AKI te Enschede en de Rijksakademie van beeldende kunsten te Amsterdam. Na de werkperiode aan de Rijksakademie legde Terpstra zich toe op fotografie, in relatie tot waarneming, herinnering en geschiedenis.

## Begrafenistrein
Sinds 2014 werkt Terpstra aan het project The Robert F. Kennedy Funeral Train – The People’s View.

Hierin reconstrueert hij de reis van de funeral train, ofwel begrafenistrein van de vermoorde presidentskandidaat Robert F. Kennedy op 8 juni 1968, aan de hand van foto's van omstanders. Dit project heeft geleid tot een installatie, film en boek en is tentoongesteld in het SFMoMA te San Francisco, dat dit werk heeft aangekocht. Dit langlopende project is verder tentoongesteld in het Nederlands Fotomuseum te Rotterdam, Les Rencontres d'Arles, Hamburger Kunsthalle, Fabra i Coats te Barcelona en het Fins Fotografiemuseum te Helsinki. In 2019 heeft Stiftung Buchkunst
 het boek The Robert F. Kennedy Funeral Train—The People’s View een gouden medaille toegekend en beoordeeld als "The Most Beautiful Book in the World".
Ook heeft Terpstra verschillende werken in de publieke ruimte vervaardigd, zoals het titelloze kunstwerk voor flat Groeneveen , waar de Bijlmerramp heeft plaatsgevonden en het golvenproject op IJburg, beide in Amsterdam.

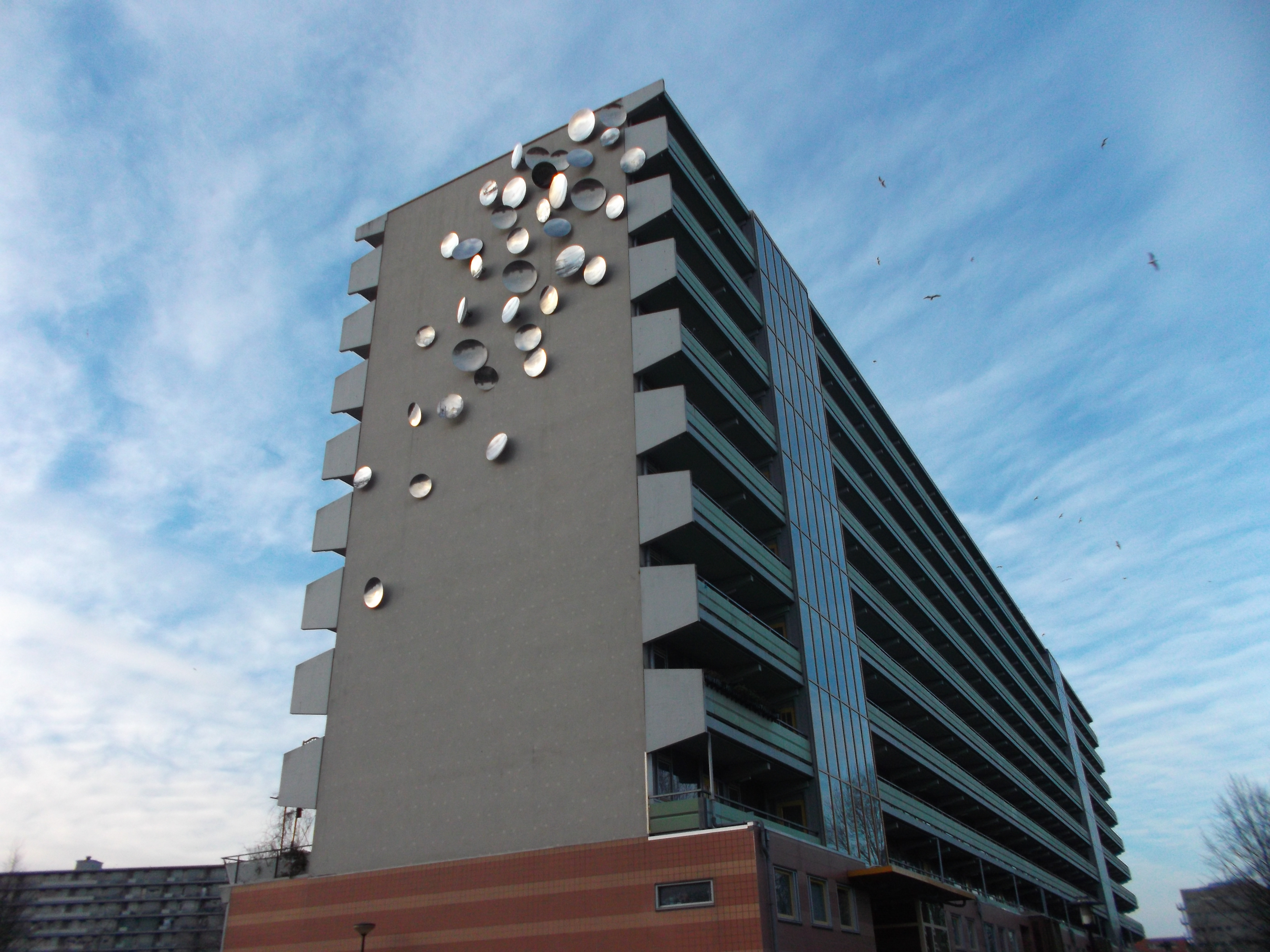
Schotels op flat Groeneveen, Amsterdam

## Overige publicaties
- Nabeelden, Album van de niet gemaakte foto (Uitgever De Balie, 2002). Voor deze bundel nodigde hij 29 kunstenaars en schrijvers uitnodigde een verhaal te schrijven over de foto die zij niet hebben kunnen maken. Dit project is tentoongesteld in het Nederlands Fotomuseum te Rotterdam, dat dit project heeft aangekocht in de vorm van een audiotafel (2010).[6]

- Retracing (uitgever post editions 2013): een visueel verslag van een samenwerkingsverband met mensen die hun gezichtsvermogen verliezen.[7]

- Donkere Duinen (eigen beheer, in samenwerking met Willem van Zoetendaal, 2021). Donkere Duinen is gebaseerd op een verzameling negatieven geschoten tijdens de bezettingstijd '40-'45 en is tentoongesteld in het Fotomuseum Den Haag (2022-2023).[8]